# Papa Agapet I
Papa Agapet I (n.  ?, Roma, Italia – d. 22 aprilie 536 d.Hr., Constantinopol, Imperiul Roman de Răsărit) a fost  Papă al Romei în perioada 13 Mai 535 - 22 Aprilie 536.

## Începutul pontificatului
La moartea lui Ioan al II-lea , a fost ales papă arhidiaconul său, romanul Agapet, fiul preotului Iordanes, adept al lui Symachus, ucis în una din încăierările apărute în oraș în timpul schismei. Aparținea familiei lui Felix al IV-lea și locuia în vecinătatea bisericii Sfinților Ioan și Paul, unde adunase o bogata bibliotecă cu opere ale Sfinților Părinți.

## Anatemizarea lui Dioscur
Primul lucru pe care s-a grăbit să-l facă după alegere, a fost convocarea unui conciliu, la care a adus documentul de anatemizare al lui Dioscur, luat din arhiva Vaticanului, și i-a dat foc. Prin acest gest, el declara nedreaptă excomunicarea pe care o obținuseră de la Bonifaciu al II-lea partizanii acestuia și în plus condamna pentru viitor ideea desemnării de către papă a unui succesor în timpul vieții.

## Contextul istoric
Iustinian, împărat al Imperiului Roman de Răsărit, recucerise Africa, scăpând-o de vandali și amenința Italia. În acest timp Teodat, regele got, o ucide pe Amalasunta, mama fostului rege Athalaric, acest lucru devenind pretextul lui Iustinian pentru a pregăti campania împotriva goților. Astfel în 535 generalul roman Belizarie debarca în Sicilia cucerind-o. Teodat, incapabil să se opună militar, îi trimite o solie prin însuși papa Agapet lui Iustinian. Agapet nu s-a supus de bunăvoie ordinului venit de la rege, dar pleacă totuși, nu înainte de a-și amaneta veșmintele sfinte, deoarece nu avea bani de drum. Ajuns la Constantinopol a fost primit cu onoruri ca și predecesorii săi, însă nu a reușit să-l convingă pe Iustinian să renunțe la campania sa în Italia. A reușit totuși să pună în locul lui Menas un călugăr de a cărui credință era sigur.

## Sfârșitul pontificatului său
Agapet s-a îmbolnăvit și a murit la Constantinopol la 22 aprilie 536, iar corpul său a fost transportat la Roma și înmormântat în Bazilica Sf. Petru.

## Literatură
- Adolf Jülicher: Agapetos 8. Din:  Enciclopedia clasică Pauly-Wissowa (RE). vol. I,1, Stuttgart 1893, Sp. 734–735.
- deFriedrich Wilhelm Bautz:  AGAPET I. în Biografii din bibliografia lexiconului bisericesc (BBKL). Bd. 1, Hamm 1975, ISBN 3-88309-013-1, Sp. 52.
- Pope St. Agapetus I
- Lupu, Aurel și Damian, Sorin Dan, “Viețile episcopilor Romei socotiți sfinți în Biserica Ortodoxă”, Editura Herald, București, România, 2009 (144 pagini), ISBN 978-973-111-120-9;

1. ↑  Find a Grave, accesat în 30 august 2019
2. ↑  Catholic-Hierarchy.org, accesat în 13 octombrie 2020
3. ↑  Mirabile: Archivio digitale della cultura medievale